# Alexander Sacher-Masoch

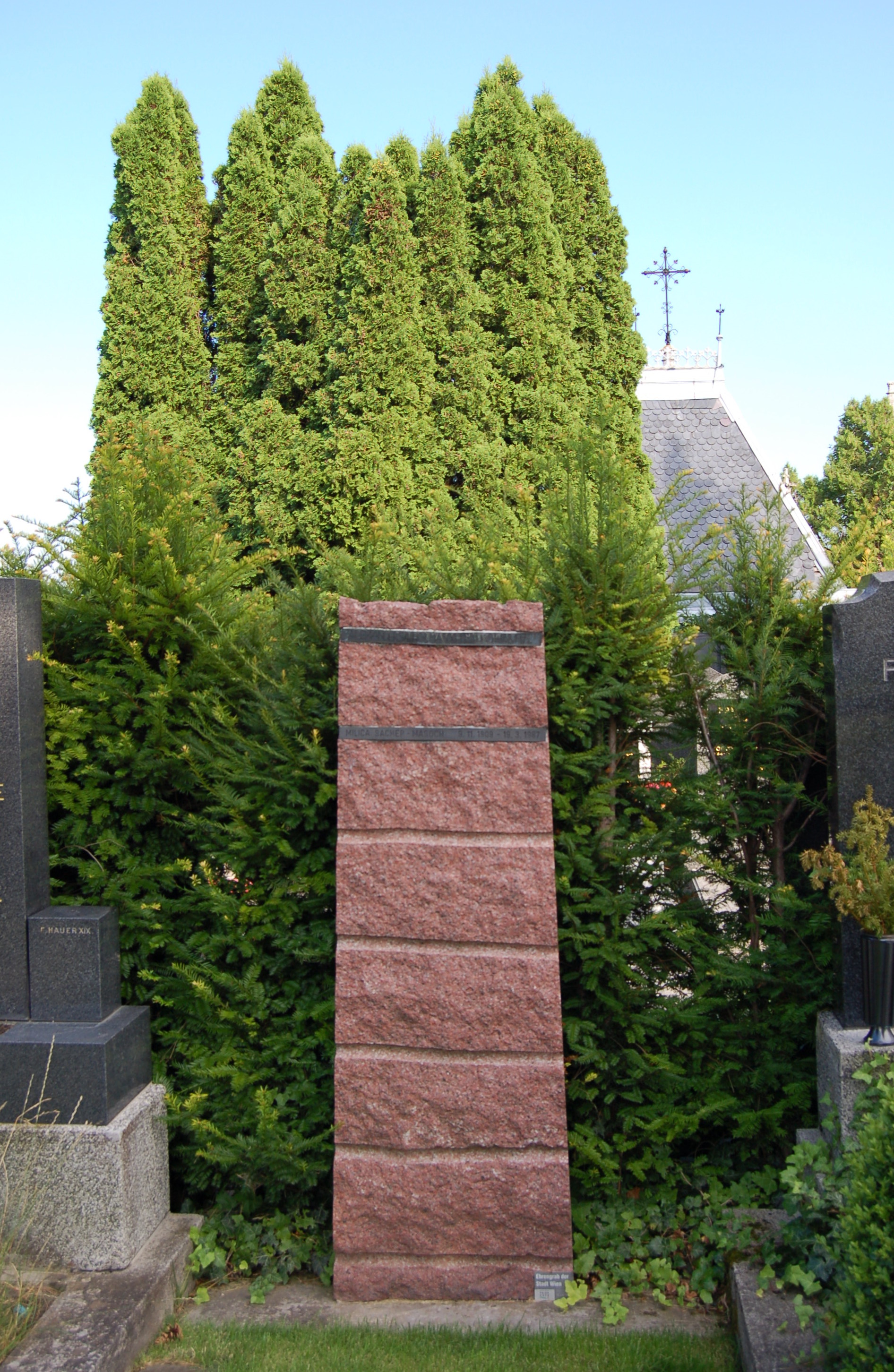
Grabmal von Alexander Sacher-Masoch auf dem Grinzinger Friedhof

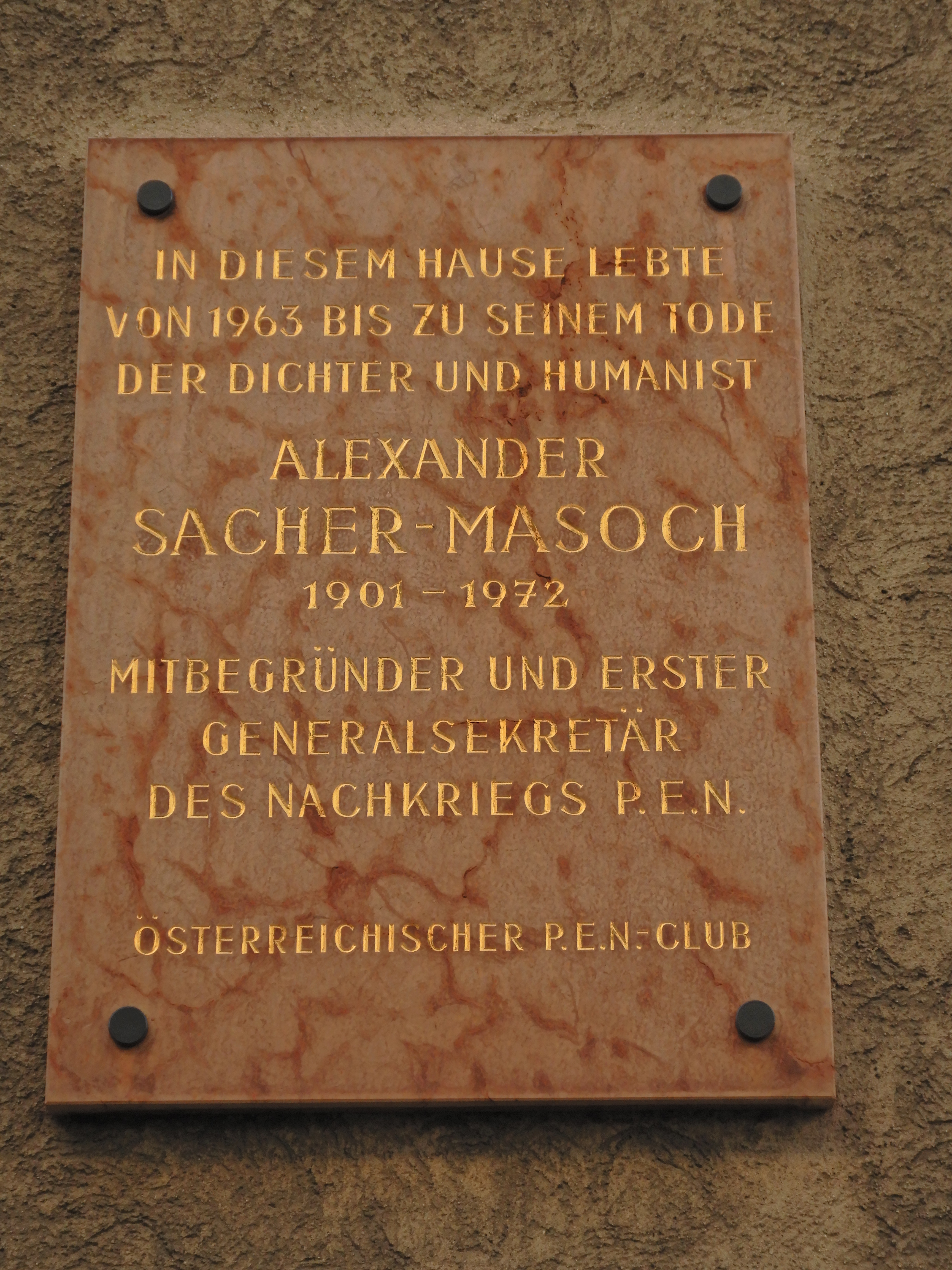
Gedenktafel für Alexander Sacher-Masoch

Alexander Sacher-Masoch (* 18. November 1901 in Witkowitz, Österreich-Ungarn, als Alexander Ritter von Sacher-Masoch; † 17. August 1972 in Wien) war ein österreichischer Schriftsteller. Mit dem Adelsaufhebungsgesetz verlor er 1919 seine adligen Namensbestandteile.

## Leben
Alexander Sacher-Masoch war der Sohn von Artur Wolfgang von Sacher-Masoch sowie ein Großneffe von Leopold von Sacher-Masoch. Zunächst als Chemiker tätig, trat er schon in der Zwischenkriegszeit schriftstellerisch hervor und engagierte sich auf der Seite der politischen Linken. 1938–40 war er als Emigrant journalistisch in Belgrad tätig, 1940–43 lebte er, zum Teil interniert, auf der Insel Korčula. Nach Kriegsende war der mit Franz Theodor Csokor befreundete Sacher-Masoch einer der Mitbegründer des österreichischen PEN-Clubs und dessen erster Generalsekretär nach 1945. 1946–47 fungierte Sacher-Masoch auch als der erste Chefredakteur der von der KPÖ herausgegebenen Kulturzeitschrift Österreichisches Tagebuch (später Wiener Tagebuch). Sacher-Masochs Werke befassen sich häufig kritisch mit den letzten Jahrzehnten der Donaumonarchie und anderen zeitgeschichtlichen Themen. So verarbeitet der Roman: Die Ölgärten brennen Masochs Kriegserlebnisse auf Korčula.
Sacher-Masoch wurde auf dem Grinzinger Friedhof (Gruppe 20, Reihe 5, Nummer 16) in einem ehrenhalber gewidmeten Grab bestattet. Seine Witwe stiftete 1994 zu seinem Andenken einen Literaturpreis, den nach ihm benannten Alexander-Sacher-Masoch-Preis.

## Werke (Auswahl)
- Die Parade, Wien 1946
- Zeit der Dämonen (ein Gedicht), Wien 1946
- Abenteuer eines Sommers, Wien 1946
- Die Zeit vergeht..., 1947
- Beppo und Pule. Roman einer Insel («Geschrieben auf der Insel Korcula in den Jahren 1941 bis 1943»). Wien 1948
- Piplatsch träumt. Ein Zigeunerbuch, Zürich 1949
- Die Ölgärten brennen, 1956 – Neuausgabe: Persona Verlag, Mannheim 1994, ISBN 978-3-924652-22-7